# Torneio Internacional de Verão Cidade de Santos de 1986
O Torneio Internacional de Verão Cidade de Santos de 1986, foi a primeira edição da competição amistosa, disputada na cidade de Santos,em forma de triangular e foi vencida pelo Sport Club Corinthians Paulista.

## Participantes
- SC Corinthians Paulista
- Grasshopper Club
- Santos FC

## Partidas
| 17 jan. 1986 | Corinthians             | 3 – 0 | Grasshopper | Estádio Urbano Caldeira, Santos São Paulo |
|              | Lima 41 67' · Édson 87' |       |             | Árbitro: Mário Ireijo São Paulo           |

| 18 jan. 1986 | Santos                            | 2 – 1 | Grasshopper          | Estádio Urbano Caldeira, Santos São Paulo |
|              | Serginho Carioca 38' · Gérson 66' |       | Serginho Carioca 30' | Árbitro: José de Assis Aragão São Paulo   |

| 19 jan. 1986 | Corinthians | 0 – 2 | Santos                    | Estádio Urbano Caldeira, Santos São Paulo       |
|              |             |       | Lima 65' · João Paulo 77' | Árbitro: Dulcídio Wanderlei Boschilia São Paulo |

## Classificação final
| Time             | Pts | J | V | E | D | GP | GC | SG |
| ---------------- | --- | - | - | - | - | -- | -- | -- |
| Corinthians      | 4   | 2 | 2 | 0 | 0 | 5  | 0  | 5  |
| Santos           | 2   | 2 | 1 | 0 | 1 | 2  | 3  | -1 |
| Grasshopper Club | 0   | 2 | 0 | 0 | 2 | 1  | 5  | -4 |